# Жакийя, Жан-Пьер
Жан-Пьер Жакийя (фр. Jean-Pierre Jacquillat, 13 июля 1935, Версаль — 6 августа 1986, Франция) — французский дирижёр.
Получил музыкальное образование в Парижской консерватории. С 1965 года Жан-Пьер Жакийя служил ассистентом Шарля Мюнша в оркестре Парижа. В 1971 году гастролировал в Москве (дирижировал БСО Центрального телевидения и Всесоюзного радио). В 1972 году он впервые выступил с Исландским симфоническим оркестром, а в 1980 стал его главным дирижёром. Под руководством Жакийя в 1985 году состоялись гастроли этого коллектива во Францию.
Жакийя осуществил ряд аудиозаписей преимущественно французской музыки с оркестром Парижа, оркестром Ламурё, Исландским симфоническим и камерным оркестрами, а также с Сиднейским симфоническим оркестром. В 1986 году дирижёр погиб в автокатастрофе во Франции в возрасте 51 года.